# Chronique d'un couple
Pour plus de détails, voir Fiche technique et Distribution.
Chronique d'un couple est un film français réalisé par Roger Coggio en 1971.

## Synopsis
Un couple, convaincu que les amours extraconjugales donnent vie au mariage, s'en donne à cœur joie. Mais les ennuis commencent lorsque la jeune mariée tombe amoureuse d'un autre et abandonne son mari...

## Fiche technique
Sauf indication contraire, les informations mentionnées dans cette section peuvent être confirmées par la base de données cinématographiques Unifrance,  présente dans la section « Liens externes ».
- Titre original : Chronique d'un couple
- Réalisation : Roger Coggio
- Scénario : Roger Coggio et Bernard Landry
- Photographie : Roger Fellous
- Musique : Georges Garvarentz
- Montage : Monique Kirsanoff
- Sociétés de production : Cormons Film, Franco London Films
- Pays de production :  France
- Langue originale : français
- Format : couleur
- Durée : 81 minutes
- Genre : comédie dramatique
- Date de sortie : 
  - France : 24 mai 1971

## Distribution
- Pascale Petit : Nathalie
- Roger Coggio : Jean-Louis
- Cathy Rosier : Frédérique
- Jean-Claude Michel
- Roger Lumont
- Francis Remonnier
- Bob Lerick
- Eugenio di Pietra
- André Rouyer

## Autour du film
- Inédit à Paris, le film est sorti en province[1].